# آتشي كاتينا
آتشي كاتينا (بالإيطالية: Aci Catena)‏ هي مدينة تقع في مقاطعة كاتانيا في صقلية في إيطاليا ويبلغ عدد سكانها 27695 نسمة.

## السكان
في سنة 1861 بلغ عدد السكان 4٬597 نسمة، وتطور العدد ليصل في سنة 2011 لـ 28٬749 نسمة.
يظهر هذا المخطط البياني تطور النمو السكاني لـ آتشي كاتينا

## توأمة
لآتشي كاتينا اتفاقيات توأمة مع:
- سبتة